# Landry N'Guémo
Landry N'Guémo (n. 28 noiembrie 1985, Yaoundé, Provincia Centru, Camerun, Camerun – d. 27 iunie 2024, Obala, Provincia Centru, Camerun, Camerun) a fost un fotbalist camerunez care a jucat pentru Girondins de Bordeaux în Ligue 1.